# Ted Healy

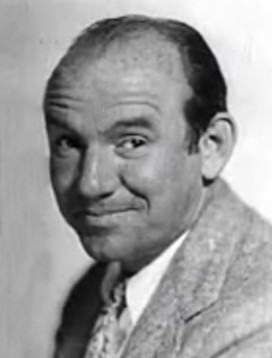
Ted Healy

Ted Healy, eigentlich Charles Ernest Lee Nash, (* 1. Oktober 1896 in Kaufman, Texas; † 21. Dezember 1937 in Los Angeles, Kalifornien) war ein US-amerikanischer Komiker, Schauspieler und Drehbuchautor.

## Leben
Ted Healy wurde 1896 in Kaufman, im US-Bundesstaat Texas geboren. Über Healys genauen Geburtsnamen gibt es unterschiedliche Quellen (die meisten Quellen geben an, dass er als Charles Ernest Lee Nash geboren wurde), aber laut Taufregister wurde er am 1. Oktober 1896 als Ernest Lea Nash in Kaufman, Texas, als Sohn von Charles McKinney Nash und Mary Eugenia (McGinty) Nash geboren.
Er besuchte die Holy Innocents School in Houston, bevor die Familie, einschließlich seiner älteren Schwester Elizabeth Marcia Nash (7. März 1895 bis 31. Oktober 1972), die später in den 1930er Jahren in zwei Filmen in kleinen Rollen unter dem Bühnennamen Marcia Healy auftrat (The Sitter Downers und The Great Ziegfeld), 1908 nach New York zog. Während seines Aufenthalts in New York besuchte er die High School am De La Salle Institute. Nash wollte zunächst Geschäftsmann werden, entschied sich aber schließlich für die Bühne.
Anfangs arbeitete Ted Healy als Variteekünstler. Healy wurde ein Broadway-Star und setzte seine Soloauftritte in den Jahren vor dem Ersten Weltkrieg fort. Healys geschickter Dialog und sein schneller Witz machten ihn zu einem der bestbezahlten amerikanischen Varieté-Künstler der 1920er-Jahre, der im Jahr 1928 rund 8500 Dollar pro Woche verdiente.
Zwischen 1921 und 1934 war er Teil von Ted Healy and his Stooges, einem auf Theater- und Vaudeville-Bühnen auftretenden Komikertrio, die später zu den The Three Stooges wurden. Obgleich Healy in keinem der erst nach seinem Verlassen des Komikertrios entstandenen Three-Stooges-Filme zu sehen ist, beruht sein heutiger Nachruhm vor allem darauf, der Gründer und erste Anführer dieses in den USA bis heute sehr populären Komikertrios gewesen zu sein.
Drehbücher schrieb er für fünf Kurzfilme 1933 und 1934.
Healy trat von 1934 bis 1937 in einer Reihe von Filmen für MGM auf und wurde auch an 20th Century-Fox und Warner Bros. für Filme dieser Firmen ausgeliehen, wobei er sowohl dramatische als auch komödiantische Rollen spielte. In der Regel kam er dabei aber nicht mehr über Nebenrollen hinaus.

### Privat
Healys erste Frau war die Tänzerin und Sängerin Betty Brown (geb. Elizabeth Braun), die er 1922 heiratete, eine Woche nachdem sie sich kennengelernt hatten. Das Paar arbeitete zusammen im Varieté und ließ sich 1932 scheiden nachdem Brown die Prominente Mary Brown Warburton (die Enkelin des Wirtschaftsmagnaten John Wanamaker) wegen „Entfremdung der Zuneigung ihres Mannes“ verklagt hatte.
In zweiter Ehe heiratete Healy die UCLA-Studentin Betty Hickman. Nachdem er sich vorgestellt hatte, machte Healy ihr sofort einen Heiratsantrag, und am nächsten Tag verlobte sich das Paar. Sie heirateten am 15. Mai 1936 in Yuma, Arizona, nach einer nächtlichen heimlichen Flucht mit dem Flugzeug. Am 7. Oktober 1936 wurde Hickman die Scheidung zugesprochen, die nach einer Versöhnung jedoch annulliert wurde. Ihr Sohn, John Jacob, wurde am 17. Dezember 1937 geboren, vier Tage vor Healys Tod.
Healy kämpfte für die Wiederwahl von Präsident Herbert Hoover im Jahr 1932.

### Tod
Healy starb am 21. Dezember 1937 im Alter von 41 Jahren nach einem abendlichen Fest im Nachtclub Trocadero am Sunset Strip in Los Angeles. Berichten zufolge feierte er die Geburt seines Sohnes, ein Ereignis, das er laut Moe Howard mit Spannung erwartet hatte. „Er war verrückt nach Kindern“, schrieb Howard. „Er besuchte uns oft zu Hause und beneidete uns darum, dass wir alle verheiratet waren und Kinder hatten. Healy liebte Kinder immer und gab oft Weihnachtsfeiern für unterprivilegierte Jugendliche und gab Hunderte von Dollar für Spielzeug aus.“
Die Umstände seines Todes sind weiterhin umstritten. Ein MGM-Sprecher gab zunächst als Todesursache einen Herzinfarkt an, doch das Vorhandensein frischer Verletzungen – ein Schnitt über seinem rechten Auge und ein „verfärbtes“ linkes Auge – sowie Berichte über eine Auseinandersetzung im Trocadero gaben Anlass zu Spekulationen, dass er an diesen Verletzungen gestorben sei. Eine bis heute von Hollywood-Historikern besprochene These besagt, dass Oscarpreisträger Wallace Beery und der spätere James-Bond-Produzent Albert R. Broccoli die Gegner von Healy bei dieser Kneipenschlägerei gewesen seien. Dieser Umstand soll jedoch von MGM aufgrund von Beerys Status als Filmstar (der wie Healy bei MGM unter Vertrag stand) mit Schweigegeldern und Drohungen aus den Medien gehalten worden sein.
Ted Healy ist zusammen mit seiner Mutter und seiner Schwester auf dem Calvary Cemetery in Los Angeles, Kalifornien, begraben.

## Filmografie
- 1926: Wise Guys Prefer Brunettes
- 1930: Die Drei von der Feuerwache (Soup to Nuts)
- 1931: A Night in Venice
- 1933: Nertsery Rhymes
- 1933: Stop, Sadie, Stop
- 1933: Beer and Pretzels
- 1933: Hello Pop!
- 1933: Stage Mother
- 1933: Sexbombe (Bombshell)
- 1933: Plane Nuts
- 1933: Meet the Baron
- 1933: Ich tanze nur für Dich (Dancing Lady)
- 1933: Myrt and Marge
- 1934: Zwei Herzen auf der Flucht (Fugitive Lovers)
- 1934: Lazy River
- 1934: The Big Idea
- 1934: Hollywood Party
- 1934: Geheimagent 13 (Operator 13)
- 1934: Paris Interlude
- 1934: Death on the Diamond
- 1934: The Band Plays On
- 1934: Forsaking All Others
- 1935: The Winning Ticket
- 1935: The Casino Murder Case
- 1935: Reckless
- 1935: Murder in the Fleet
- 1935: La Fiesta de Santa Barbara
- 1935: Mad Love
- 1935: Here Comes the Band
- 1935: It’s in the Air
- 1936: Speed
- 1936: San Francisco
- 1936: Sing, Baby, Sing
- 1936: The Longest Night
- 1936: Mad Holiday
- 1937: Man of the People
- 1937: The Good Old Soak
- 1937: Varsity Show
- 1937: Hollywood Hotel
- 1938: Love Is a Headache
- 1938: Of Human Hearts